# Talonang Baru
Talonang Baru is een bestuurslaag in het regentschap Sumbawa Barat van de provincie West-Nusa Tenggara, Indonesië. Talonang Baru telt 1023 inwoners (volkstelling 2010).